# 胸膜
胸膜也称肺胸膜（pulmonary pleura）是哺乳动物（包括人类在内）胸腔内的一對反摺的漿膜，覆盖肺臟和胸廓内壁。胸膜与腹膜和心包膜在组织学上没有细胞层面的区别，都是由单层的间皮细胞组成。
左右胸膜的整体形态相当于一对被压陷内凹的气球，其内陷和外围的区域可分为两部分。内凹的部分是臟層胸膜（visceral pleura），包裹肺部外層，通常会内陷到肺部组织内形成叶间裂并将各个肺分成两/三个循环和气道都独立的肺叶。壁層胸膜（parietal pleura）则覆盖肺部周围的其它结构，根据其部位可细分为“颈胸膜”（凸出第一肋骨之上进入颈部的胸膜上膜下侧）、“纵膈胸膜”（纵膈、胸腺、主动脉和食道两侧）、“肋廓胸膜”（肋骨和肋间肌内侧）和“横膈胸膜”（胸膈上侧）四个区域，各个区域之间胸膜转向的过渡线称为胸膜褶（pleural reflection）。脏层胸膜和壁层胸膜在肺门（由肺动脉、肺静脉和支气管组成的肺脏“根茎”）处相连，其中一部分脏层胸膜坠于肺门之下形成一个袖状系膜，称作肺韧带（pulmonary ligament）。
胸膜的血液供应和神经感官由其所包裹的结构支配：胸廓胸膜的供血和感觉源自肋间动脉和肋間神經，纵膈胸膜和横膈胸膜源自心包膈动脉和膈神經，而脏层胸膜则源自肺表肺泡的小动脉和与交感神经匹配的感觉神经（脏神经）。
壁層胸膜和臟層胸膜之間的潜在空间則稱為胸膜腔，內含有胸膜上膜分泌的潤滑浆液——胸膜液，可減少呼吸时肺部表面的摩擦。胸膜腔从功能上形成真空，在呼吸肌收缩增加胸腔体积时可以用负压牵引增加肺容量并减少肺泡和支气管内的气压，使外部空气得以被吸入。如果胸膜液分泌的速度超过淋巴系统可以移除的速度（比如胸膜炎、间皮瘤或淋巴管内的恶性转移）就可能出现胸腔积液，或因空气漏入（气胸）、大量出血瘀积（血胸）或出现感染积脓（脓胸），都会导致负压丧失从而造成呼吸困难，甚至会因为胸腔内压不断囤积最终压迫心包影响心脏泵血。在炎症反应下，脏层胸膜和壁层胸膜之间还可能发生粘连，甚至在肺表形成一层由纤维蛋白组成的“表皮”包裹，使得肺部无法正常扩张吸气。以上病理情况必须进行胸外科手术进行排流、粘连分离、胸膜剥脱与固定来救治呼吸功能，并且需要放置有单向阀的引流管帮助术后康复。

## 來源
- Light, Richard W. . Lippincott Williams & Wilkins. 2007. ISBN 978-0781769570.

## 外部連結
- （英文）thoraxlesson2 在韦斯利诺曼的解剖课上（乔治城大学）
- 圖譜：lung_pleura at the University of Michigan Health System - "X-ray, chest, posteroanterior view"
- 圖譜：lung_lymph at the University of Michigan Health System - "Transverse section through lung"
- MedEd at Loyola Grossanatomy/thorax0/thor_lec/thor6.html
- Diagram at kent.edu